# 541631 Kirbulychev
541631 Kirbulychev è un asteroide della fascia principale. Scoperto nel 2011, presenta un'orbita caratterizzata da un semiasse maggiore pari a 2,621362 UA e da un'eccentricità di 0,186658, inclinata di 33,336495° rispetto all'eclittica.